# NGC 558
NGC 558 je galaksija u zviježđu Kit.

## Vanjske poveznice
- SEDS: NGC 0558